# Guillaume Quesque
Guillaume Quesque (ur. 29 kwietnia 1989 w Paryżu) – francuski siatkarz, grający na pozycji przyjmującego, reprezentant Francji.

## Sukcesy klubowe
Mistrzostwo Francji:
- 2010
- 2009

Puchar Francji:
- 2009, 2010[2]

Puchar Turcji:
- 2017

Mistrzostwo Turcji:
- 2017

Superpuchar Turcji:
- 2017, 2018

## Sukcesy reprezentacyjne
Mistrzostwa Europy Kadetów:
- 2007

Mistrzostwa Świata Kadetów:
- 2007

Mistrzostwa Europy Juniorów:
- 2008[3]

Liga Światowa:
- 2017

## Nagrody indywidualne
- 2007 - MVP Mistrzostw Europy Kadetów